# Kevin Harrington
Kevin Harrington es un actor australiano, conocido por haber interpretado a David Bishop en la serie Neighbours y a Lewis Moran en las series Underbelly y a Fat Tony & Co. 

## Biografía
Kevin está casado con Ann Harrington, la pareja tiene dos hijas: Kaitlyn Harrington y la actriz Megan Harrington.

## Carrera
El 12 de mayo de 1988 se unió al elenco recurrente de la serie australiana Neighbours donde interpretó a David Bishop, el hijo de Harold Bishop hasta ese mismo año. En octubre del 2003 Kevin regresó a la serie como personaje principal y su última aparición fue el 25 de octubre de 2005 después de que su personaje junto a su esposa e hija murieran en un accidente de avión mientras se dirigían a Tasmania.
En 1998 se unió al elenco principal de la serie SeaChange donde interpretó a Kevin Findlay, hasta el final de la serie en el 2000.
En el 2008 se unió al elenco de la serie Underbelly donde interpretó al criminal Lewis Moran, el patriarca del clan Moran.
En el 2013 se unió al elenco principal de la película Cliffy donde dio vida a Cliff Young.
En el 2014 apareció como personaje recurrente en la serie Fat Tony & Co donde volvió a interpretar al criminal Lewis Moran.
En febrero del 2018 volvió a interpretar a Lewis Morgan ahora en la miniserie Underbelly Files: Chopper.

## Filmografía

### Series de televisión
| Año               | Serie                          | Personaje        | Notas                                  |
| ----------------- | ------------------------------ | ---------------- | -------------------------------------- |
| 2018              | Underbelly Files: Chopper      | Lewis Moran      | 2 episodios - miniserie                |
| 2016 - 2017       | The Wrong Girl                 | Ivan Barnett     | 14 episodios                           |
| 2014              | Neighbours vs. Zombies         | David Bishop     | 5 episodios - miniserie                |
| 2014              | The Doctor Blake Mysteries     | Donald McAvoy    | episodio "The Silence"                 |
| 2014              | Fat Tony & Co                  | Lewis Moran      | 3 episodios                            |
| 2012              | Tangle                         | Ian              | episodio # 3.4                         |
| 2011              | Winners & Losers               | Nev Barnsworth   | episodio "It's Written in the Stars"   |
| 2010              | City Homicide                  | Chris Fleetwood  | episodio "The Price of Love"           |
| 2010              | Sleuth 101                     | Barry            | episodio "Murder in A-Sharp"           |
| 2008              | Underbelly                     | Lewis Moran      | 9 episodios                            |
| 1988, 2003 - 2005 | Neighbours                     | David Bishop     | 52 episodios                           |
| 1998, 2003        | Blue Heelers                   | Charlie McKinley | 4 episodios                            |
| 1998 - 2000       | SeaChange                      | Kevin Findlay    | 39 episodios                           |
| 1998              | Driven Crazy                   | Joss             | episodio "Lame Excuses"                |
| 1998              | Raw FM                         | Spider           | episodio "The Facts of Life"           |
| 1997              | State Coroner                  | Bill Higgins     | episodio "Bitter Harvest"              |
| 1995              | Snowy River: The McGregor Saga | Charlie Quinn    | episodio "The Prodigal Father: Part 1" |
| 1985              | The Henderson Kids             | Gazza            | episodio "Passing Muster: Part 1"      |

### Películas
| Año  | Película                    | Personaje             | Notas                                                                                      |
| ---- | --------------------------- | --------------------- | ------------------------------------------------------------------------------------------ |
| 2013 | Cliffy                      | Cliff Young           | junto a Roy Billing, Krew Boylan, Martin Sacks, Gyton Grantley & Stephen Curry             |
| 2004 | Tom White                   | Neil                  | junto a Colin Friels, Rachael Blake, Dan Spielman, Loene Carmen, David Field & Bill Hunter |
| 2003 | The Honourable Wally Norman | Wally Norman          | junto a Shaun Micallef, Alan Cassell, Roz Hammond & Tom Budge                              |
| 2002 | Guru Wayne                  | Detective Johnson     | junto a Todd MacDonald, Jane Allsop, Fletcher Humphrys, Jane Turner & Bob Franklin         |
| 2002 | Australian Rules            | Arks                  | junto a Nathan Phillips, Luke Carroll, Simon Westaway, Celia Ireland & Tony Briggs         |
| 2000 | The Dish                    | Ross "Mitch" Mitchell | junto a Sam Neill, Billy Mitchell, Roz Hammond, Bernard Curry, Tom Long & Roy Billing      |

Apariciones
| Año  | Programa                | Personaje                      | Notas                                                                 |
| ---- | ----------------------- | ------------------------------ | --------------------------------------------------------------------- |
| 1999 | The Micallef Program    | Acompañante de Dracula         | episodio # 2.2                                                        |
| 1996 | The Glynn Nicholas Show | Anestecista/Oficial de Policía | episodio "My Dad's Car" & "The Tragic History of the Insurance Claim" |

Escritor
| Año         | Serie            | Notas                  |
| ----------- | ---------------- | ---------------------- |
| 1997        | Eric             | 9 episodios - escritor |
| 1992 - 1993 | All Together Now | 2 episodios - escritor |

### Teatro
| Año         | Obra                         | Personaje | Director (a)      | Teatro              | Notas                                                                            |
| ----------- | ---------------------------- | --------- | ----------------- | ------------------- | -------------------------------------------------------------------------------- |
| 2006        | Hotel Sorrento               | -         | Bruce Myles       | Theatre Royal       | junto a Jared Daperis, Celia de Burgh, John Flaus, Roger Oakley & Marcella Russo |
| 2003        | Birthrights                  | -         | Tom Gutteridge    | -                   | junto a Doris Younane, Peter Houghton & Asher Keddie                             |
| 2002        | Talking Heads                | Graham    | Gary Down         | Glen St. Theatre    | junto a Joan Sydney                                                              |
| 1992 - 1993 | Sex Diary of An Infidel      | -         | Bruce Myles       | Canberra Theatre    | junto a Janet Andrewartha, Gary Day, Celia de Burgh, Paul Lum & Anthony Wong     |
| 1993        | The Garden of Granddaughters | -         | George Ogilvie    | Alexander Theatre   | junto a Janet Andrewartha, Lauren Brooks, Ron Haddrick & Dina Panozzo            |
| 1997        | After Dinner                 | -         | Sally Riley       | -                   | junto a Sally Cooper, Nicholas Bell, Leigh Morgan & Carole Patullo               |
| 1991        | Bouncers                     | -         | Terence O'Connell | -                   | junto a Vince Colosimo, Nicholas Bell & Peter Rowsthorn                          |
| 1987        | What the Butler Saw          | -         | Simon Phillips    | Russell St. Theatre | junto a Judith McGrath, Shane Bourne, Max Gillies & Deborah Kennedy              |

## Premios y nominaciones
| Año  | Categoría                    | Premio    | Película                    | Resultado |
| ---- | ---------------------------- | --------- | --------------------------- | --------- |
| 2004 | Best Actor in a Leading Role | AFI Award | The Honourable Wally Norman | Nominado  |